# Rožna Dolina
Rožna Dolina este o localitate din comuna Nova Gorica, Slovenia, cu o populație de 1.091 de locuitori.